# المكان الجيد
المكان الجيد (بالإنجليزية: The Good Place)‏ مُسلسل كوميديا وفنتازيا أمريكي. من إعداد مايكل شور وبطولة كريستين بيل وتيد دانسون. بدأ عرضهُ في الولايات المتحدة على قناة هيئة الإذاعة الوطنية في 19 سبتمبر، 2016.
منذ بدأ عرضه حصل المسلسل على إستحسان النقاد، في 30 يناير، 2017، جددت قناة هيئة الإذاعة الوطنية المسلسل لموسم ثان من 13 حلقة.
في نوفمبر 2017 ، جددت إن بي سي المسلسل للموسم الثالث مكون من 13 حلقة، سيعرض لأول مرة في 27 سبتمبر 2018.

## قصة المسلسل
بعد تعرضها لحادث سيارة، تستيقظ إيلينور (كريستين بيل) لتجد نفسها في الآخرة، يخبرها مايكل بانها في «مكان جيد» بسب أفعالها الخيرة حيث ساعدت الناس الأبرياء المحكوم عليهم بالإعدام، حينها تدرك إيلينور بانها أرسلت للمكان الجيد بالخطأ لتشابه اسمها مع شخص آخر.

## الممثلين والشخصيات

### شخصيات رئيسية
- كريستين بيل؛ بدور إيلينور شيلستروب، إمراءة متوفية من أريزونا كانت تعمل في مجال المبيعات، دخلت إلى الجنة بالخطأ.[3]
- ويليام جاكسون هاربر؛ بدور تشيدي أناغوني، بروفيسور أخلاق متوفي ولد في نيجيريا وتربى في السنغال.[6]
- جميلة جميل؛ بدور تهاني الجميل[7]
- دارسي كاردن؛ بدور جانيت[8]
- ماني جاسينتو؛ بدور جيانيو[9]
- تيد دانسون؛ بدور مايك[3]

### شخصيات متكررة
- آدم سكوت؛ بدور تريفور
- تيا سيركار؛ بدور إلينور شيلستروب «الحقيقية»
- مارك ايفان جاكسون؛ بدور شون

## الحلقات

### الموسم الأول (2016-17)
| التسلسل | عنوان الحلقة "بالإنجليزية"       | إخراج           | كتابة                     | موضوع الحلقة | تاريخ العرض    | عدد المشاهدين (بالمليون) |
| ------- | -------------------------------- | --------------- | ------------------------- | ------------ | -------------- | ------------------------ |
| 1       | «Everything Is Fine»             | درو غادارد      | مايكل شور                 | إيلينور      | 19 سبتمبر 2016 | 8.04                     |
| 2       | «Flying»                         | مايكل ماكدونالد | الان يانغ                 | إيلينور      | 19 سبتمبر 2016 | 8.04                     |
| 3       | «تهاني Al-Jamil»                 | بيث مكارثي ميلر | عائشة محرر                | إيلينور      | 22 سبتمبر 2016 | 5.25                     |
| 4       | «جيسون Mendoza»                  | بيمان بينز      | جو ماندل                  | جيسون        | 29 سبتمبر 2016 | 4.45                     |
| 5       | «Category 55 Doomsday Crisis»    | مورغان ساكيت    | مات موري                  | تهاني        | 6 أكتوبر 2016  | 4.97                     |
| 6       | «What We Owe to Each Other»      | تاكر غيتس       | ديلان مورغان وجوش سيغل    | إيلينور      | 13 أكتوبر 2016 | 4.23                     |
| 7       | «The Eternal Shriek»             | ترينت اودانل    | ميغان امرام               | تشيدي        | 20 أكتوبر 2016 | 3.79                     |
| 8       | «Most Improved Player»           | تريسترام شابيرو | دان سكوفيلد               | إيلينور      | 27 أكتوبر 2016 | 3.89                     |
| 9       | «...Someone Like Me as a Member» | دين هولاند      | جين ستاتسكي               | إيلينور      | 3 نوفمبر 2016  | 3.68                     |
| 10      | «تشيدي's Choice»                 | ليندا ميندوزا   | ديمي اديجيوغبي            | تشيدي        | 5 يناير 2017   | 3.53                     |
| 11      | «What's My Motivation»           | لين شيلتون      | اندرو لو                  | جيسون        | 12 يناير 2017  | 3.64                     |
| 12      | «Mindy St. Claire»               | دين هولاند      | ميغان امرام & جين ستاتسكي | إيلينور      | 19 يناير 2017  | 3.93                     |
| 13      | «مايكل's Gambit»                 | مايكل شور       | مايكل شور                 | مايكل        | 19 يناير 2017  | 3.93                     |

## الجوائز والترشيحات
| السنة | الجائزة                         | الفئة                           | العمل المرشح         | النتيجة      | مرجع   |
| ----- | ------------------------------- | ------------------------------- | -------------------- | ------------ | ------ |
| 2016  | دليل التلفاز                    | المسلسل التلفزيوني الأكثر إثارة | مسلسل "المكان الجيد" | وصيف         | [ 21 ] |
| 2016  | جوائز اخيتار النقاد التلفزيونية | المسلسل التلفزيوني الأكثر إثارة | مسلسل "المكان الجيد" | فوز          | [ 22 ] |
| 2017  | جائزة زحل                       | أفضل مسلسل فنتازيا              | مسلسل "المكان الجيد" | قيد الإنتظار | [ 23 ] |

## وصلات خارجية
- الموقع الرسمي
- المكان الجيد على موقع IMDb (الإنجليزية)
- المكان الجيد على موقع ميتاكريتيك (الإنجليزية)
- المكان الجيد على موقع روتن توميتوز (الإنجليزية)
- المكان الجيد على موقع نتفليكس (الإنجليزية)
- المكان الجيد على موقع أول موفي (الإنجليزية)
- المكان الجيد على موقع فيلمافينيتي (الإسبانية)
- المكان الجيد على موقع كينوبويسك (الروسية)
- المكان الجيد على موقع ألو سيني (الفرنسية)
- المكان الجيد على موقع قاعدة بيانات الفيلم (الإنجليزية)
- The Good Place Official Trailer on يوتيوب